# Jacopo di Casentino

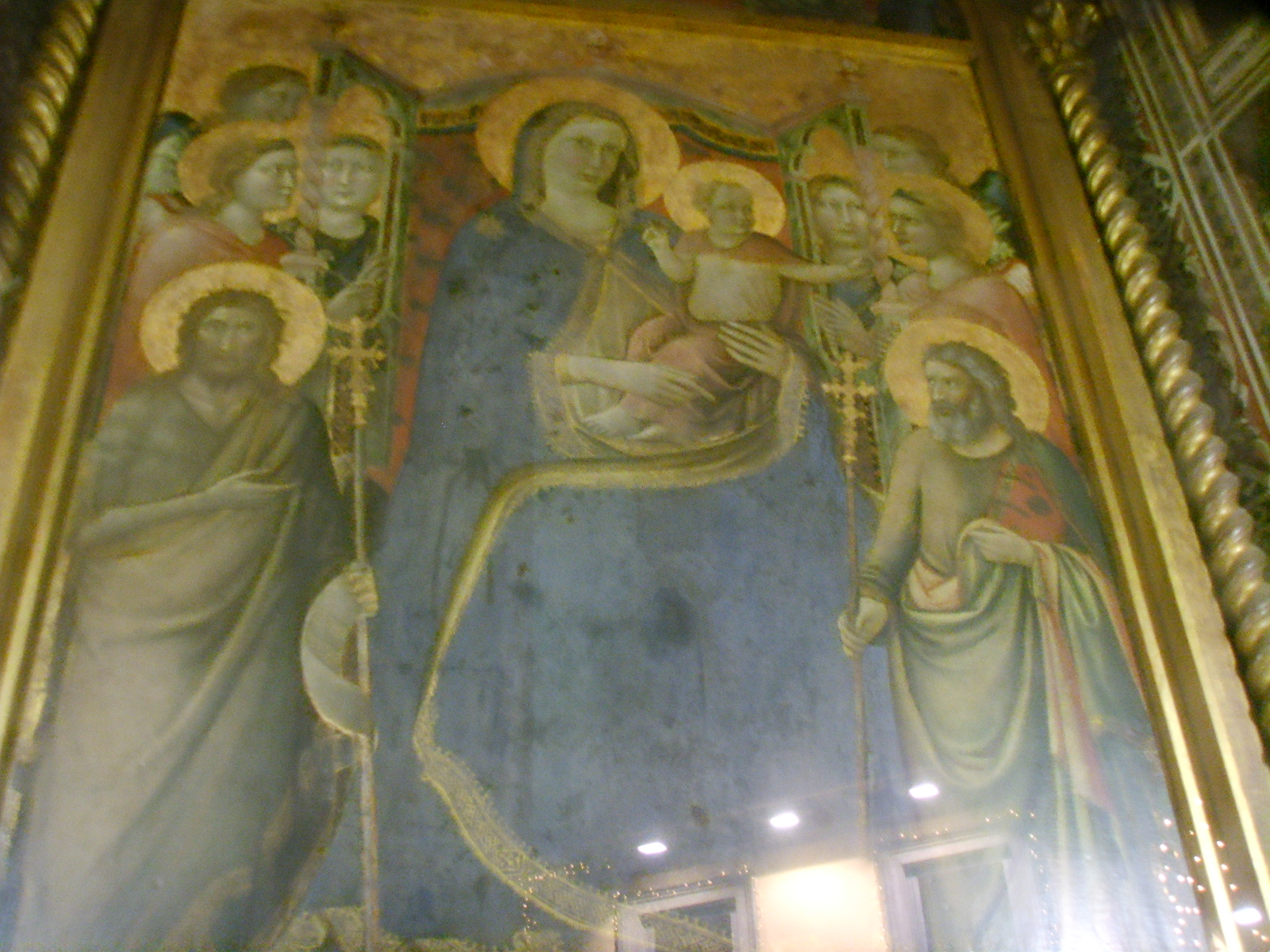
Tabernacle a Santa Maria della Tromba, Florència

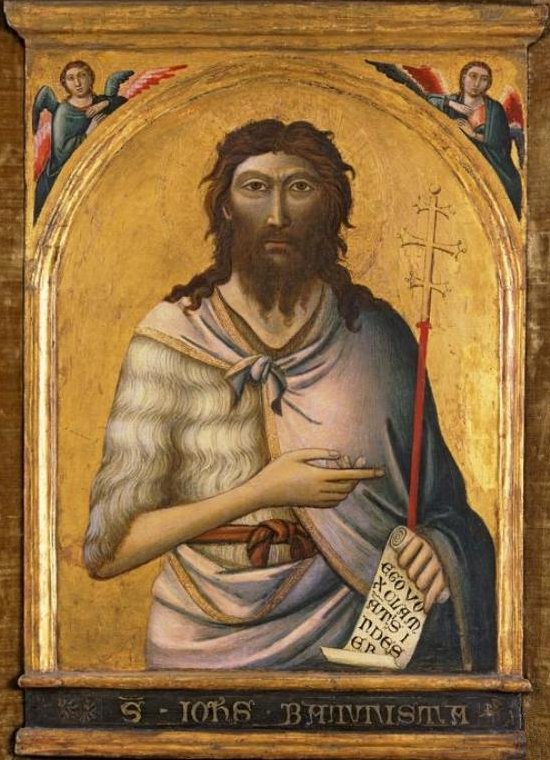
Sant Joan Baptista, El Paso

Jacopo del Casentino (c. 1330 – 1380), també dit Jacopo Landino o da Prato Vecchio, fou un pintor italià actiu principalment a la Toscana. A Arezzo esdevingué deixeble de Taddeo Gaddi i va seguir el seu mestre cap a Florència, on van fundar l'any 1349 la Companyia de Pintors sota el patronatge de la Mare de Déu i els sants Joan Baptista, Sant Zenobi, Santa Reparata i Sant Lluc.

## Biografia
Giorgio Vasari va dedicar un capítol a Jacopo en la seva obra Le Vite. Basant-se en aquests informes, deixen clar una biografia: Jacopo, fill de Cristoforo Landino original Pratovecchio, va ser confiat pel seu pare al pintor Taddeo Gaddi a Arezzo. Va romandre a Florència fins a l'any 1354, i aleshores va tornar a Arezzo, on va dirigir els treballs de reconstrucció dels jocs d'aigua de la Fonte de Guinizzelli. Hi pintà molts frescos, actualment desapareguts. L'església de Sant Bartomeu tenia un fresc de la Lamentació de la Mare de Déu i sant Joan Evangelista sobre Crist mort.
Va ser mestre d'Agnolo Gaddi i de Spinello Aretino. El seu fill, Francesco Landino era cec i va destacar com a compositor. A Florència va pintar per a Orsanmichele i per a la catedral.

## Obres

### Obres signades
- Altar portàtil, anomenat «tríptic Cagnola», Madonna entronitzada, quatre àngels amb Sant Bernat i Sant Joan Baptista;
- Estigmes de Sant Francesc i dos sants;
- La Crucifixió, Florència, Uffizi.

### Obres atribuïdes
- Sant Miniato i història de la seva vida, Florència, Basílica de Sant Miniato al Mont];
- Dissenys de vitralls per a la capella de la Basílica de la Santa Creu (Florència), ara a la capella Bardi;
- Verge amb el Nen entronitzats i sants, Ann Arbor, Museu d'Art de la Universitat de Míchigan;
- Sant Tomàs d'Aquino, Museu del Petit Palais d'Avingon.
- Anunciació, Milà, Museu Poldi Pezzoli;
- Dos fragments d'una predel·la d'altar: Nativitat de Jesús, Barcelona, Museu Nacional d'Art de Catalunya i [Presentació al temple, Florència, Col·lecció Ricasoli;
- Verge amb Nen, Impruneta, església de Sant Stefano a Pozzolatico;
- Presentació de Jesús al temple, Kansas City, Museu Nelson-Atkins;
- Dos plafons al fresc amb Santa Llúcia i Sant Joan Baptista, El Paso, Museu d'Art.